# Acacia hopperiana
Acacia hopperiana é uma espécie de leguminosa do gênero Acacia, pertencente à família Fabaceae.